# Morales de Valverde
Morales de Valverde es un municipio y localidad de España, situado en la comarca de Benavente y Los Valles, en la provincia de Zamora y la comunidad autónoma de Castilla y León. Tiene una superficie de 18,01 km², con una población de 247 habitantes y una densidad de población de 13,71 hab/km².

## Topónimo
El topónimo Moral, según Riesco Chueca,  responde a un modelo tradicional del área leonesa, consistente en un nombre de árbol en singular, femenino y con o sin artículo. Así es frecuente La Moral, con o sin artículo, así como sus diminutivos, que preservan el género femenino, de tradición latina. En la provincia de Zamora son frecuentes los topónimos Moral, Moraleja o Moralina. El origen de todos ellos es el totémico Morus nigra o morera negra (latín mōrus, -i), aún denominado moral en gran parte del dominio lingüístico leonés. Este es un árbol de antigua tradición concejil, frecuentemente plantado ante muchas de las iglesias rurales. En la mayor parte de los casos, su forma diminutiva no suele aludir a un moral pequeño, sino a una población llamada Moral que es de menor rango que otra localidad del mismo nombre.
Frente a esta teoría, también se indica que en origen podría referirse a e referirse a personas procedentes de África si atendemos al significado derivado del vocablo latino 'maurus' (mauritano), y este del griego 'mαῦρος' (maûros), con significado de oscuro, por alusión al color de su piel.
"De Toro" es, como en muchas localidades de la zona, la concreción geográfica que en este caso se hace necesaria para diferenciarlo de otros pueblo como Morales del Vino, Morales de Toro y Morales del Rey.

## Situación
Se encuentra situado en un cruce de carreteras: desde su enclave salen cuatro carreteras que unen con Benavente, Comarca de Tábara, Valle de Vidriales, Valle del Tera y la carretera Zamora – Puebla. 

## Historia
En la Edad Media, el territorio en el que se asienta la localidad quedó integrado en el Reino de León, cuyos monarcas habrían emprendido la fundación del pueblo.
Posteriormente, en la Edad Moderna, Morales de Valverde fue una de las localidades que se integraron en la provincia de las Tierras del conde de Benavente y dentro de esta en la Merindad de Valverde y la receptoría de Benavente. No obstante, al reestructurarse las provincias y crearse las actuales en 1833, la localidad pasó a formar parte de la provincia de Zamora, dentro de la Región Leonesa, quedando integrada en 1834 en el partido judicial de Alcañices, pasando posteriormente al partido judicial de Benavente.

## Geografía humana

### Demografía
Cuenta con una población de 150 habitantes (INE 2024).
| Gráfica de evolución demográfica de Morales de Valverde entre 1842 y 2021 |
| |
| Población de derecho según los censos de población del INE Población de hecho según los censos de población del INEEntre el censo de 1981 y el anterior, crece el término del municipio porque incorpora a 49195 (San Pedro de Zamudia) |

| 370                        | 324 | 282 | 271 | 267 | 260 | 257 | 247 |
| (Fuente: [cita requerida]) |     |     |     |     |     |     |     |

## Patrimonio
Lo más interesante de la localidad es su iglesia parroquial, en cuyo interior acoge una imagen pétrea de la Inmaculada. Significativo es su retablo de estilo barroco y una pila bautismal gótica. En su exterior son dignas de mención sus puertas en la que se descubre una escena de la Anunciación, con la presencia del Ángel y la Virgen.

## Fiestas
Nuestra Señora de La Asunción, el 15 de agosto aunque la fiesta se ha trasladado al fin de semana anterior.
También se celebra San Blas como fiesta mayor y de importancia, siendo tal vez uno de los pocos pueblos de Los Valles en los que se mantiene la tradición en torno a este santo. Y es que, allá por el siglo XVIII, se fundó una cofradía que se encargaba de todos los actos.

## Galería de imágenes

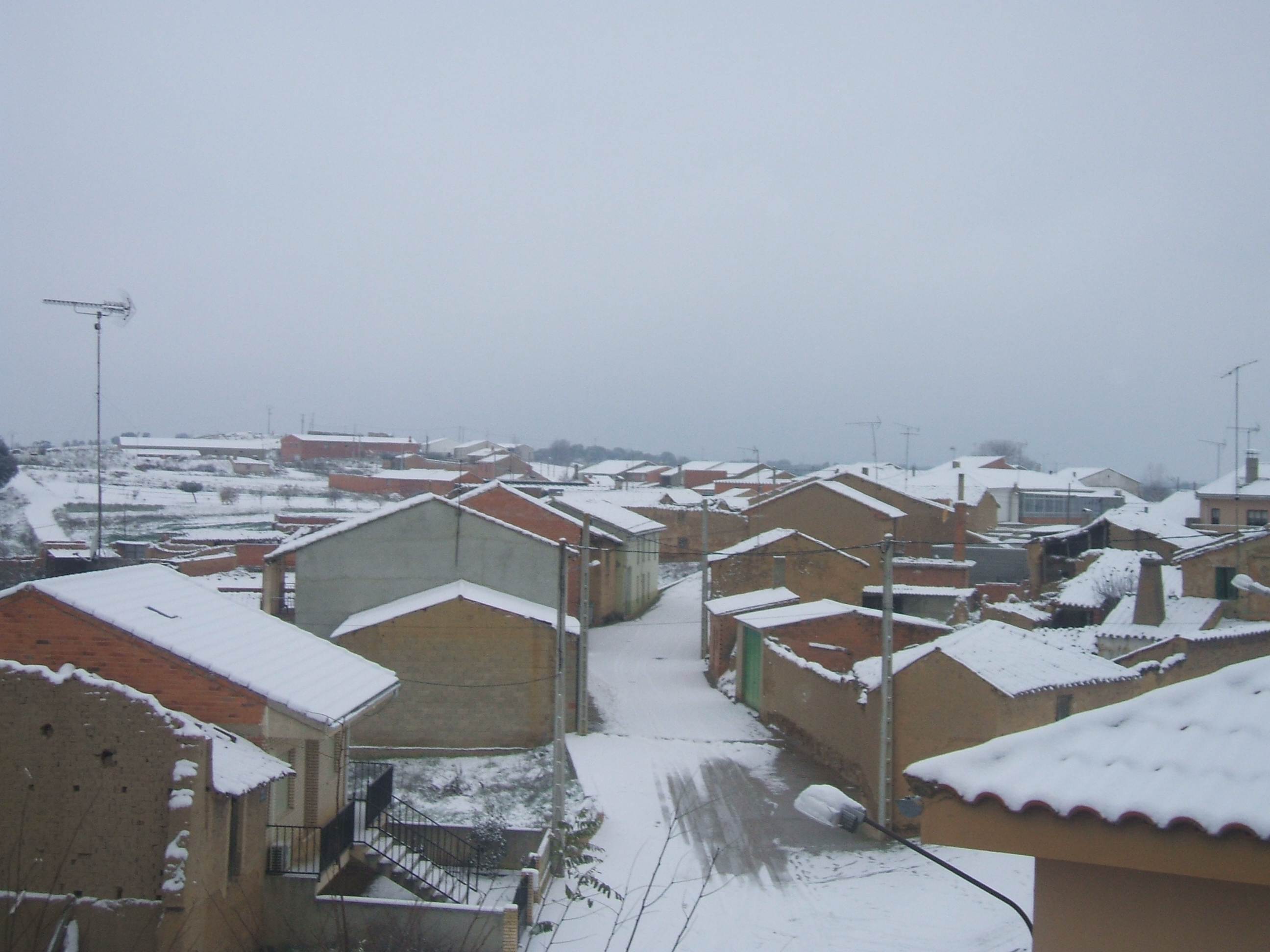
Paronámica de Morales de Valverde nevado
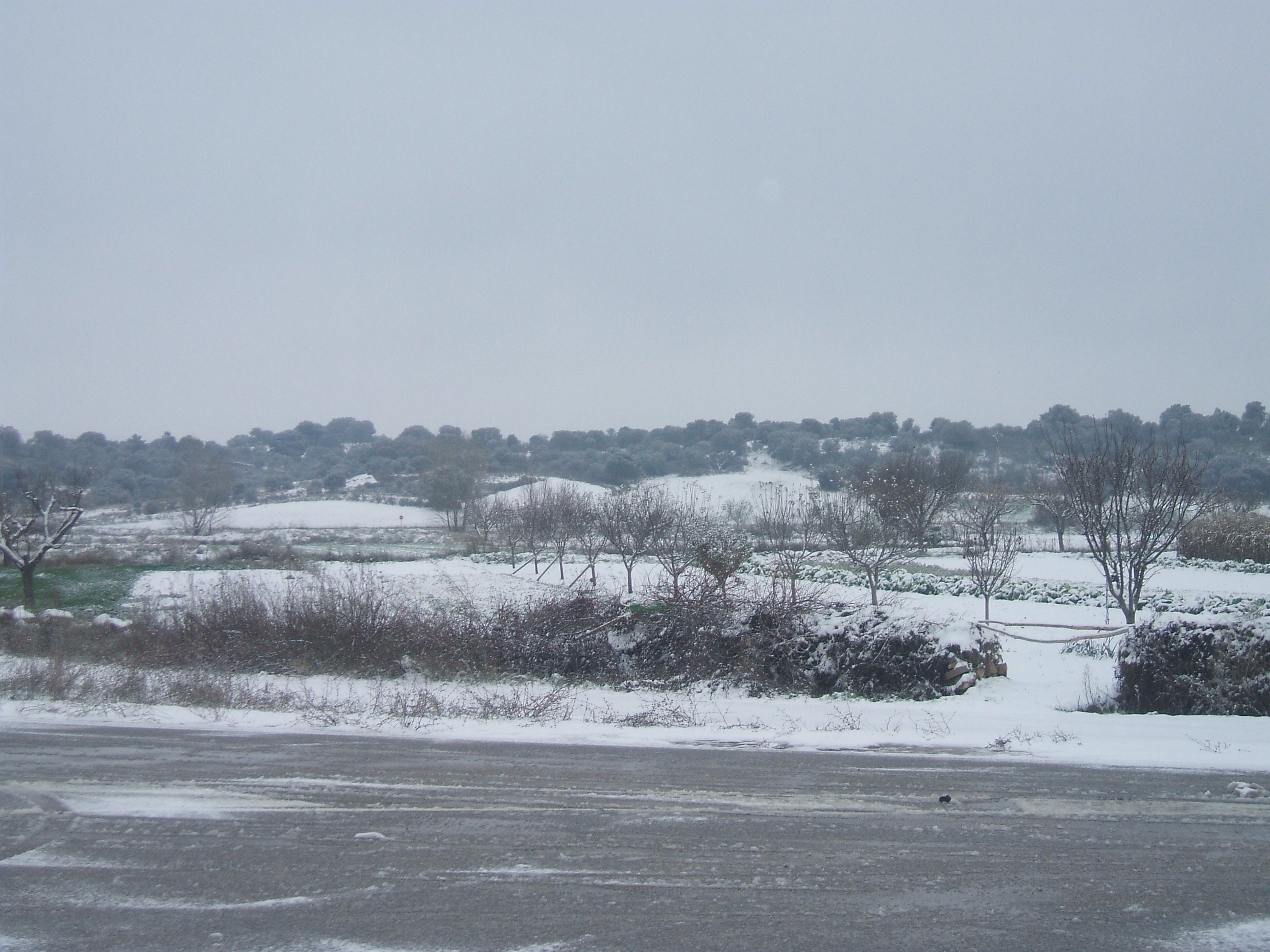
Paronámica de Morales de Valverde nevado
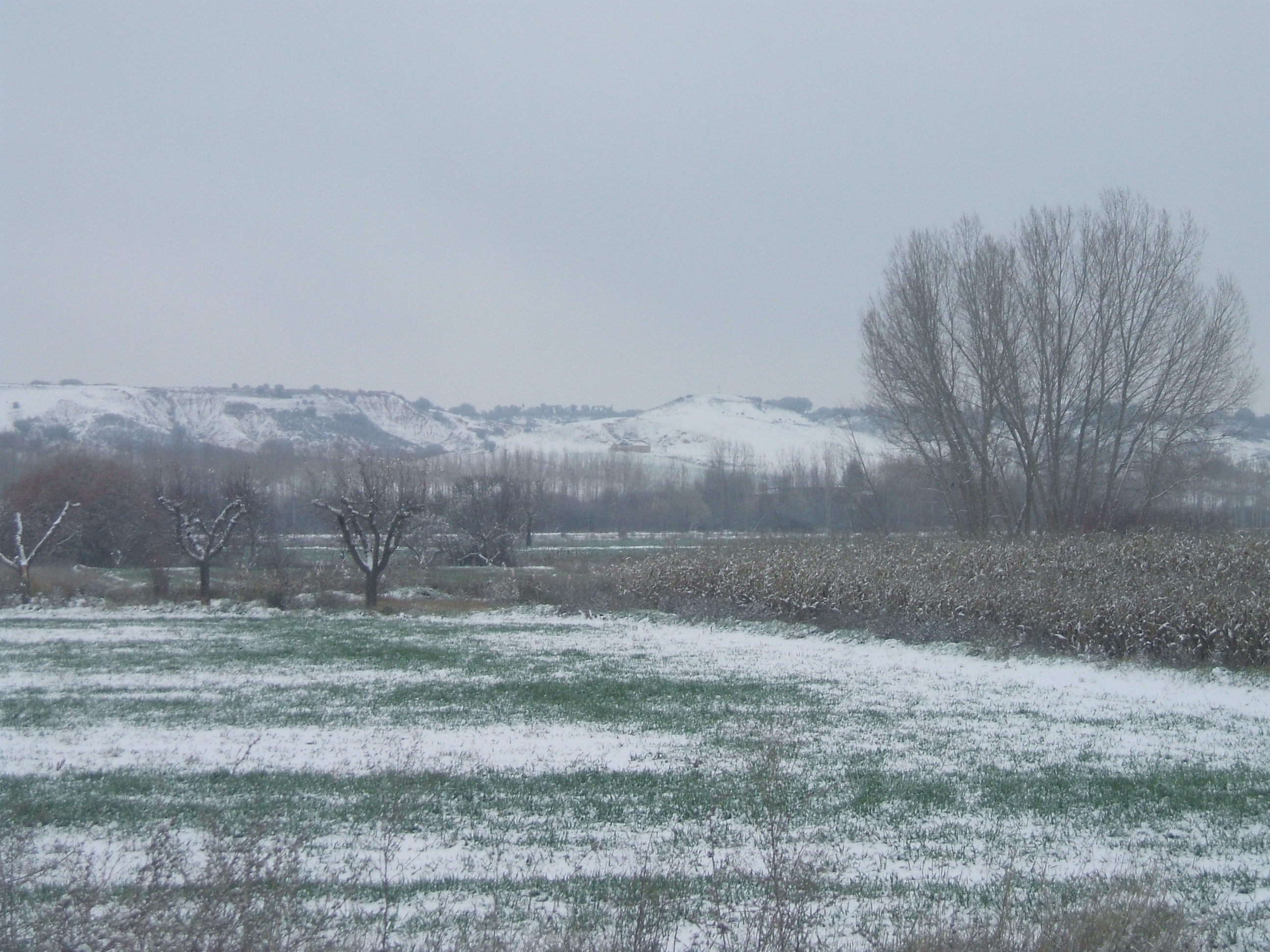
Paronamica de los montes de Morales de Valverde nevados
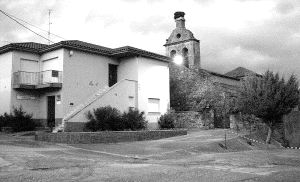
Paronámica de la iglesia de Morales de Valverde de noche
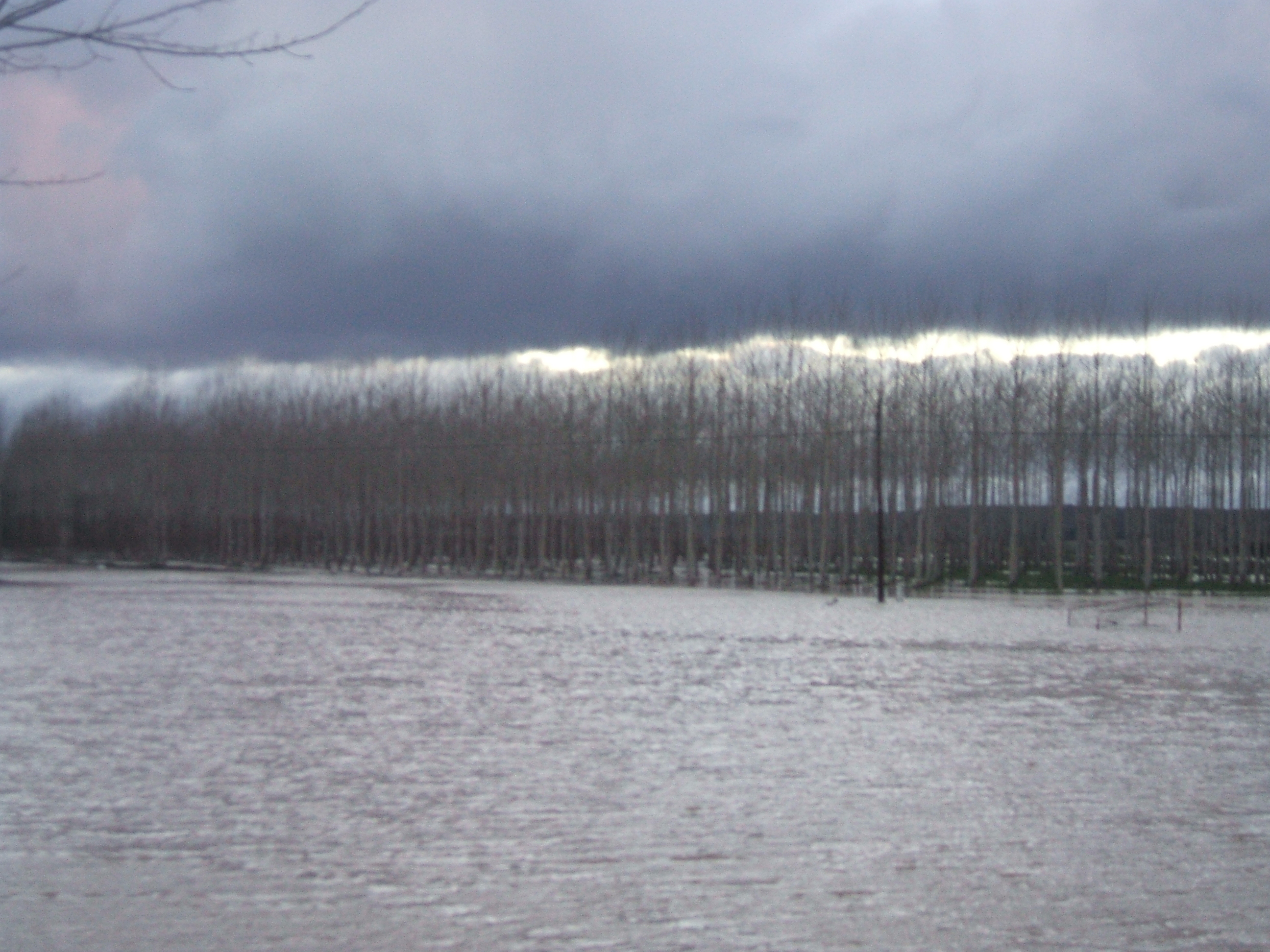
Paronámica de las riadas de Morales de Valverde
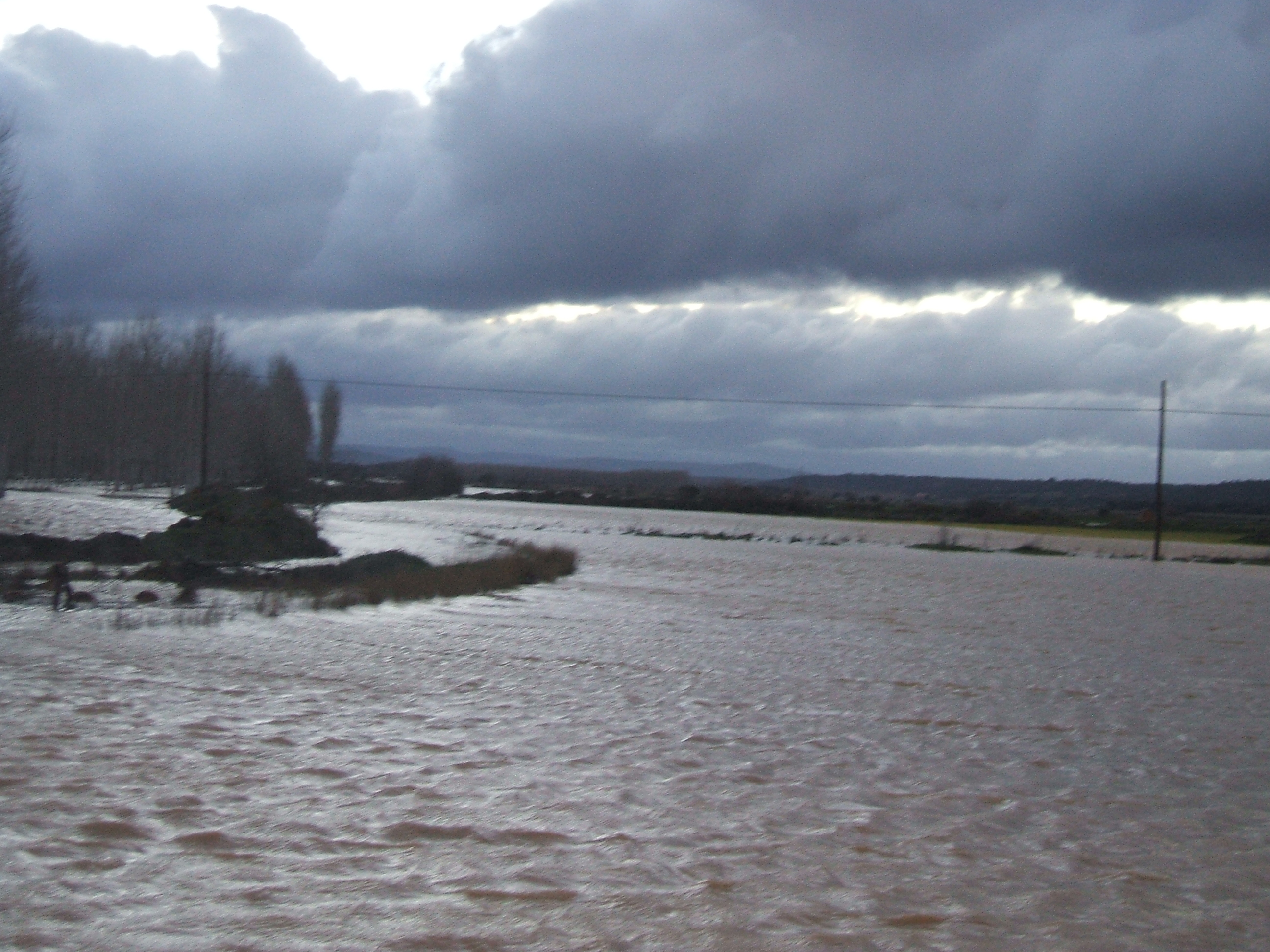
Paronámica de las riadas de Morales de Valverde
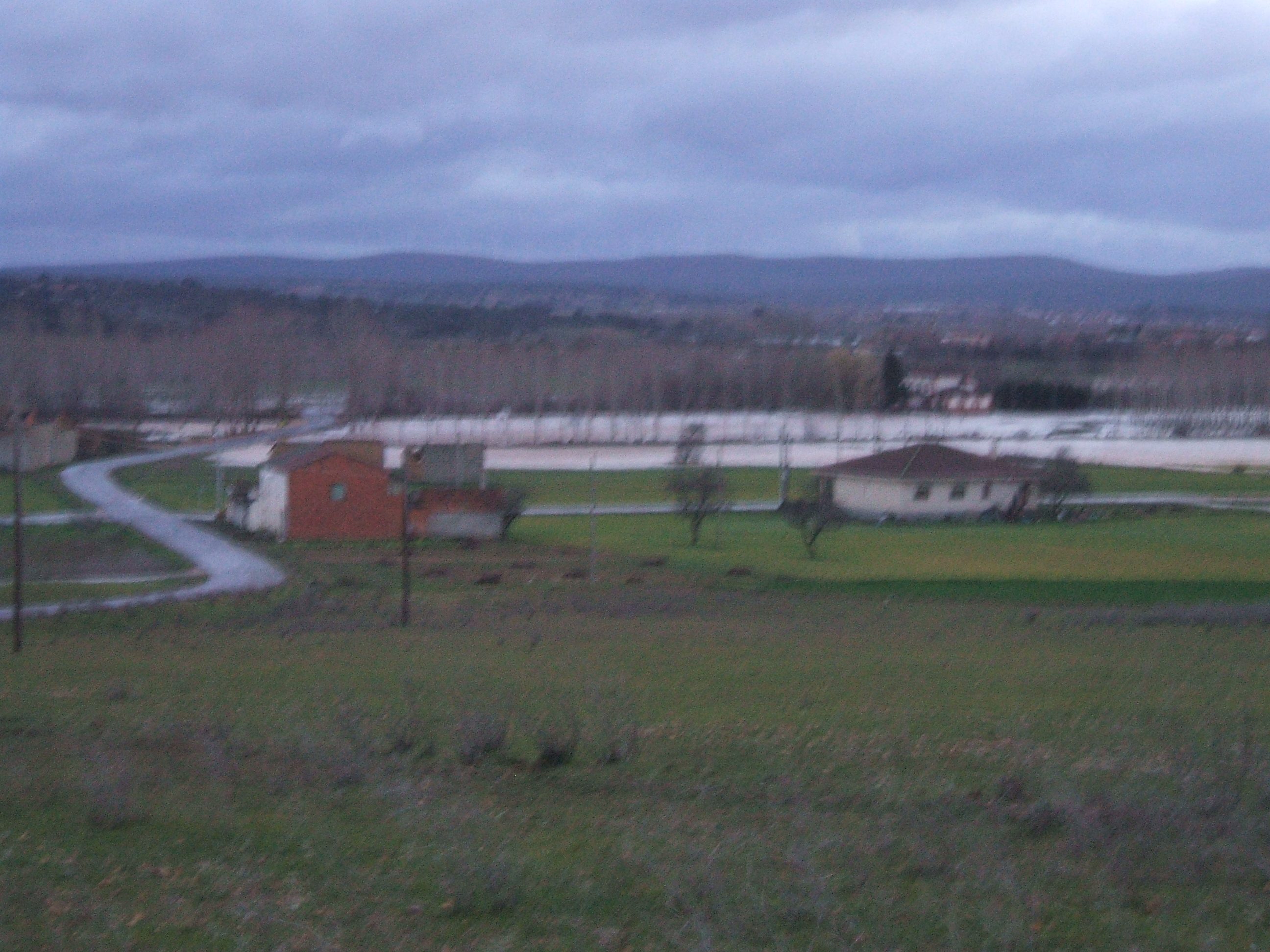
Paronámica de las riadas de Morales de Valverde